# Associazione Calcio Treviso 1974-1975
Questa voce raccoglie le informazioni riguardanti l'Associazione Calcio Treviso nelle competizioni ufficiali della stagione 1974-1975.

## Stagione
Il Treviso, dopo l'ottima passata stagione però non premiata con la promozione, lancia una nuova sfida per la Serie C nella stagione 1974-75, che vede in panchina il promettentissimo allenatore Massimo Giacomini.
Vengono acquistati Spreggiorin dal Malo, Cusinato dal Cittadella, Pasinato dall'Olimpia Cittadella e De Biasi dal Vittorio Veneto.
Il Treviso disputa un ottimo girone di andata, e le avversarie quest'anno si chiamano Adriese e Triestina.
I primi vengono regolati all'ultima giornata di andata, con un 2-0 al Tenni firmato da De Bernardi e Zambianchi; i secondi invece vengono regolati da una doppietta di Spreggiorin alla sesta di ritorno (2-1 il risultato finale) e il Treviso viene promosso in Serie C, con 3 punti di vantaggio sull'Adriese e 6 sulla Triestina, grazie a 19 vittorie, 11 pareggi e 4 sconfitte.
La formazione base è: Da Ros, Tomasini, Schugur, Colusso, Pasinato, Frandoli, De Bernardi, De Bernardi, Musiello, De Biasi, Osellame.
De Bernardi realizza 18 gol, capocannoniere assoluto e il Treviso è ampiamente (e nuovamente) miglior attacco del campionato; da sottolineare anche i 9 gol di Osellame e le 34 presenze su 34 di capitan Zambianchi.

## Statistiche

### Statistiche di squadra
| Competizione | Punti | In casa | In casa | In casa | In casa | In casa | In casa | In trasferta | In trasferta | In trasferta | In trasferta | In trasferta | In trasferta | Totale | Totale | Totale | Totale | Totale | Totale | DR |
| Competizione | Punti | G       | V       | N       | P       | Gf      | Gs      | G            | V            | N            | P            | Gf           | Gs           | G      | V      | N      | P      | Gf     | Gs     | DR |
| ------------ | ----- | ------- | ------- | ------- | ------- | ------- | ------- | ------------ | ------------ | ------------ | ------------ | ------------ | ------------ | ------ | ------ | ------ | ------ | ------ | ------ | -- |
| Serie D      | 49    | 34      | 19      | 11      | 4       | 48      | 18      | ?            | ?            | ?            | ?            | ?            | ?            | ?      | ?      | ?      | ?      | ?      | ?      | ?  |
| Totale       |       | 34      | 19      | 11      | 4       | 48      | 18      | ?            | ?            | ?            | ?            | ?            | ?            | ?      | ?      | ?      | ?      | ?      | ?      |    |